# БиЛ-6,5
«БиЛ-6,5» — спортивная 5-зарядная винтовка разработанная на Ижевском машиностроительном заводе на базе охотничьего карабина «Лось». Предназначена для стрельбы в соревнованиях по биатлону для мужчин и юниоров. С её помощью А. Тихонов дважды становился чемпионом мира, а команда СССР 5 раз подряд побеждала в эстафете на чемпионатах Мира и Олимпийских играх.

## Конструктивные особенности
Канал ствола запирается на два боевых упора поворотом продольно-скользящего затвора. Спусковой механизм допускает регулировки усилия спуска, характера спуска, а также длины хода спускового крючка. Диоптрический прицел диафрагменного типа позволяет производить точную регулировку по вертикали и горизонтали. Магазин вмещает пять патронов. Конструкция магазина позволяет быстро производить его снаряжение из обоймы. Ложа с рукояткой пистолетного типа. Для переноски оружия при выполнении упражнения к винтовке придаются плечевые ремни с подушкой, благодаря которым винтовка расположена вертикально за спиной лыжника и не создает неудобств при беге.